# Simone Simons

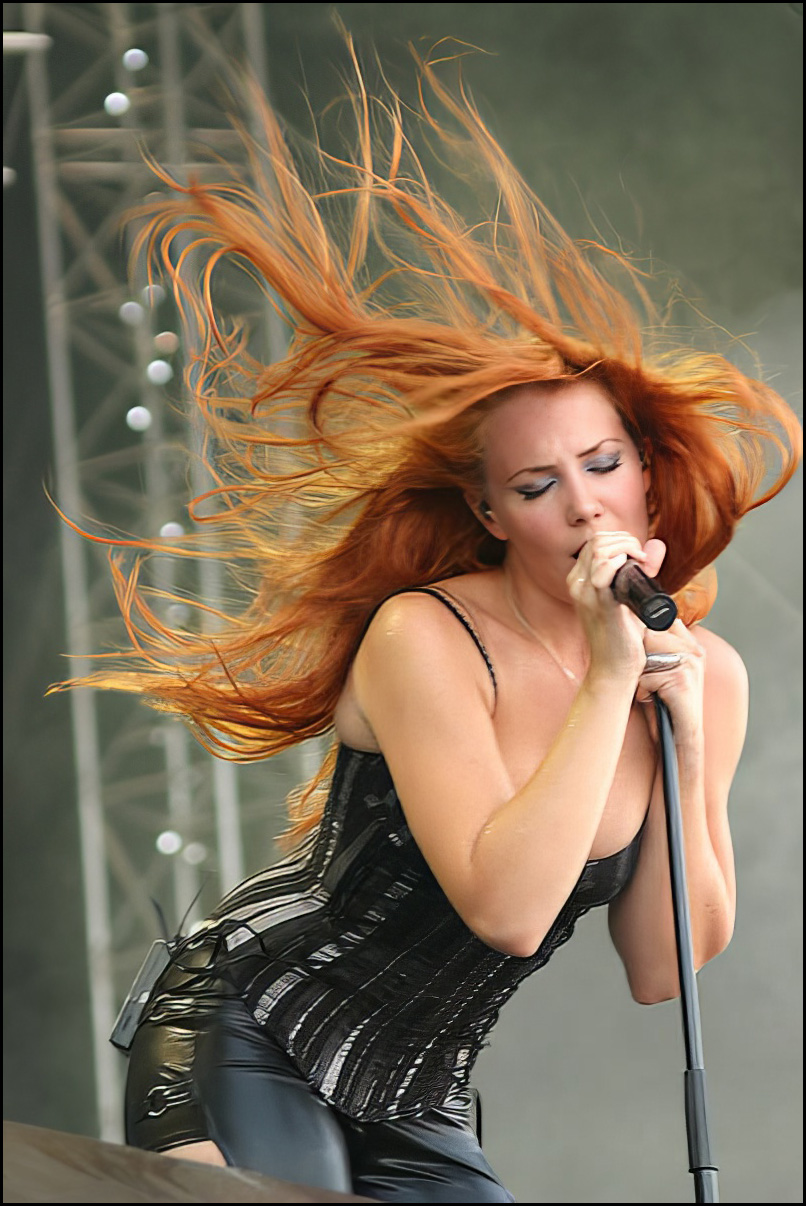
Simone Simons M'era Luna în anul 2004

Simone Simons (n. 17 ianuarie 1985, Hoensbroek) este o cântăreață mezzo-soprană neerlandeză, vocalista formației symphonic metal Epica.

## Biografie
Pasionată de muzică încă de la vârsta de 10 ani, a cântat la flaut timp de un an după care a luat lecții de jazz/pop timp de un an. Simone a început să ia lecții de canto la 15 ani, după ce a ascultat albumul Oceanborn al formației Nightwish. În anul 2002, pe când cânta într-un cor, chitaristul Mark Jansen, totodată și prietenul ei la acea vreme, i-a propus să devină membră a formației pe care tocmai o înființase, Epica. Cei doi scriu împreună versurile melodiilor.
Formațiile ei preferate sunt: Lacuna Coil, Muse, REM, Nightwish, Kamelot, Moonspell, Rammstein, Within Temptation, Mozart, Lacrimosa, Leaves' Eyes, System of a Down, Dargaard, Anastacia, Apocalyptica, Moby, Björk, Tiamat, Dimmu Borgir, Faith No More, Samael.

## Discografie

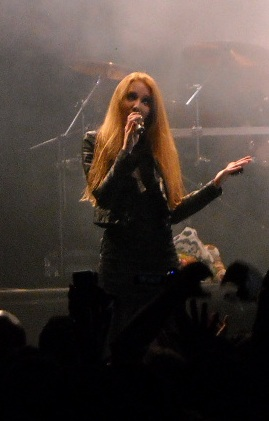
Simone Simons în 2012 în cadrul unui concert în America de Sud

### Cu Epica

#### Albume
- The Phantom Agony (2003)
- Consign to Oblivion (2005)
- The Divine Conspiracy (2007)
- Design Your Universe (2009)
- Requiem for the Indifferent (2012)

#### Single-uri
- "The Phantom Agony" (2003)
- "Feint" (2004)
- "Cry for the Moon" (2004)
- "Solitary Ground" (2005)
- "Quietus (Silent Reverie)" (2005)
- "Never Enough" (2007)
- "Chasing the Dragon" (2008)
- "Unleashed" (2009)
- "Martyr of the Free Word" (2009)
- "This is the Time" (2010)
- "Storm the Sorrow" (2012)
- "Forevermore" (2012)

#### DVD-uri
- We Will Take You with Us (2004)
- Retrospect (2013)

#### Alte lansări
- Cry for the Moon (demo, 2002)
- The Score - An Epic Journey (2005)
- The Road to Paradiso (book and compilation, 2006)
- The Classical Conspiracy (live, 2009)

### Apariții ca invitată
- Aina – Days of Rising Doom (2003)
- Kamelot – The Black Halo in "The Haunting (Somewhere in Time)" and appears in its video (2005)
- Kamelot – One Cold Winter's Night in "The Haunting (Somewhere in Time)" (2006)
- Kamelot – Ghost Opera in "Blücher" and "Season's End" (2007)
- Primal Fear – New Religion in "Everytime It Rains" (2007)
- Ayreon – 01011001 in "Web of Lies" (2008)
- Xystus & US Concert – Equilibrio in "Act 1 – My Song of Creation", "Act 2 – Destiny Unveiled" and "Act 2 – God of Symmetry" (2008)
- Sons of Seasons – Gods of Vermin in "Fallen Family", "Fall Of Byzanz" and "Wintersmith" (2009)
- Kamelot – Poetry for the Poisoned in "House on a Hill", "So Long", "All is Over"(2010)
- MaYaN – Quarterpast in "Symphony of Aggression", "Mainstay of Society", "Bite the Bullet", "Drown the Demon" and "Sinner's Last Retreat" (2011)
- Sons of Seasons – Magnisphyricon in "Sanctuary" (2011)
- Avalon - Avalon II (2014)[3]